# Fakoa spinulata
Fakoa spinulata is een hooiwagen uit de familie Assamiidae.